# Andronikos II. (Byzanz)

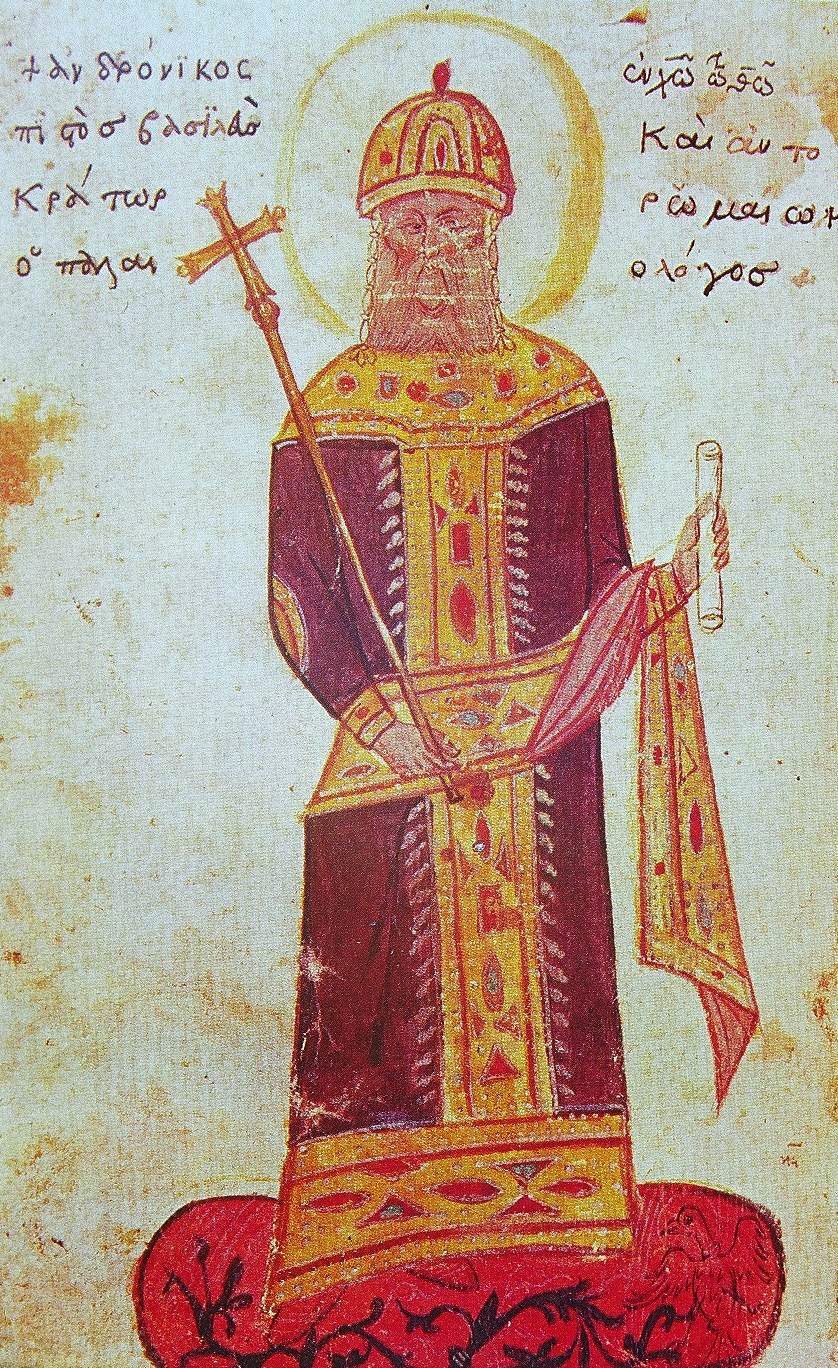
Andronikos II., byzantinische Miniatur, Codex Graeca Monacensis 442, folio 6v., Bayerische Staatsbibliothek München

Andronikos II. Palaiologos (mittelgriechisch Ἀνδρόνικος Βʹ Παλαιολόγος, * 25. März 1259 in Nikaia; † 13. Februar 1332 in Konstantinopel) war byzantinischer Kaiser vom 11. Dezember 1282 bis 24. Mai 1328. Er war der älteste Sohn des Kaisers Michael VIII. und ab 1272 dessen gekrönter Mitkaiser.

## Leben und Herrschaft

### Sparmaßnahmen und Bündnispolitik
Nach dem Tod seines Vaters wurde Andronikos II. Ende 1282 Alleinherrscher. Er widerrief die von Michael VIII. mit Rom geschlossene, beim Volk jedoch unbeliebte kirchliche Verbindung, die im Verhältnis zu den katholischen Mächten West- und Mitteleuropas ohnehin nur begrenzte realpolitische Vorteile gebracht hatte. Andronikos widmete sich der vernachlässigten inneren Verwaltung des Reiches, indem er eine Steuerreform einleitete und den Umfang des Heeres reduzierte, um der Wirtschafts- und Finanzkrise des Reiches Herr zu werden. Größere militärische Auseinandersetzungen sollten fortan durch fallweises Anwerben von Söldnern bewältigt werden, während das stehende Herr und die erst von seinem Vater wiederaufgebauten Flotte auf ein Minimum reduziert wurden. Diese Schritte führten jedoch dazu, dass sein Reich weniger als jemals zuvor in der Lage war, dem Eroberungsdrang aufstrebender Nachbarmächte sowie der mit Byzanz um die Vorherrschaft im östlichen Mittelmeer ringenden Rivalen Venedig und Genua Paroli zu bieten. 
Andronikos versuchte die militärische Schwäche durch ein umfassendes Bündnissystem auszugleichen, in das er insbesondere Serben, Bulgaren und Osmanen einbezog. Besonders durch die Demontage der Marine geriet er jedoch in starke Abhängigkeit von Genua, von dem er Marinesoldaten und Kriegsschiffe anwarb. Um das mächtiger werdende Serbien einzuhegen, wurde nach langen Vorbereitungen die Verehelichung der fünfjährigen Tochter Andronikos II. Simonida Palaiologina mit dem Serbischen König Stefan Uroš II. Milutin am 19. April 1299 mit einer feierlichen Zeremonie in Thessaloniki begangen. Milutin bestand auf einer wirklichen Hochzeitszeremonie, die eine Überschreitung kanonischer Gesetze erforderte, da das Alter, in dem ein Mädchen frühestens heiraten durfte, 12 Jahre betrug. Indes musste der serbische König einige wichtige Konzessionen machen, unter denen die totale und unmissverständliche Union mit dem Byzantinischen Imperium als bedeutsamste betrachtet wird. Diese Konzession wurde unmittelbar nach der Zeremonie sowie in den Jahrzehnten danach durch konstant und sorgsam wiederholte kaiserliche Edikte bestätigt:
„Weil der höchste König (kralis) von Serbien und der geliebte Bruder und Schwiegersohn meines Imperiums, Herrscher Stephan Uroš zur Vereinigung mit meinem Kaiserreich gekommen ist…“
So wurde diese Union ein Schlüsselereignis, das das Serbische Reich definitiv in die endgültige Sphäre Byzanz beförderte sowie am Beginn der Bildung des Großserbischen Reiches steht.

### Verteidigung der Ostgrenze
Die drastische Reduzierung der militärischen Schlagkraft der Byzantiner sollte sich langfristig als fatal erweisen. Während der Regierungszeit Andronikos’ II. kollabierte die bereits unter Michael VIII. vernachlässigte Ostgrenze des Reiches endgültig und Türkische Beyliks, insbesondere die Osmanen unter ihrem namensgebenden Sultan Osman I., eroberten das byzantinische Kleinasien bis auf einige befestigte Städte und ihre umliegenden Küstenstreifen. Um dieser Entwicklung entgegenzutreten, entsandte Andronikos zunächst seinen Sohn und Mitregenten Michael IX., der als energischer Feldherr auch auf dem Balkan versucht hatte, die Feinde des Byzantinischen Reiches in Schach zu halten, nach Kleinasien. Michael rückte mit seinen hauptsächlich aus alanischen Söldnern bestehenden Truppen im Frühjahr 1302 rasch vorwärts, da die Türken eine offene Feldschlacht scheuten, wurde dann jedoch bei Magnesia (heute Manisa) eingekesselt und musste sich über den Seeweg zurückziehen. Daraufhin entsandte Andronikos ein weiteres Söldnerheer, diesmal unter der Führung des Heermeisters Georgos Mouzalon, um die bedrohten Städte Nikomedia und Nikaia zu entsetzen. Doch auch dieser Rettungsversuch scheiterte im Sommer 1302 (vgl. Schlacht von Bapheus). Andronikos gab jedoch nicht auf und holte Roger de Flor zu Hilfe, dessen als Almogàvers bekannte Söldnertruppe aus Aragonesern und Katalanen die Türken schlagen konnte. Da sich Roger de Flor schon bald als wenig steuerbar erwies und daher als mögliche Gefahr für die kaiserliche Macht betrachtet wurde, organisierte Michael IX. mit Wissen seines Vaters im Jahre 1305 Rogers Ermordung. Seine Männer, die Katalanische Kompanie, erklärten Andronikos daraufhin den Krieg, besiegten die Truppen Michaels IX. und verwüsteten bis 1311 weite Teile Thrakiens und Makedoniens. Danach zogen sie auf lateinisch beherrschte Gebiete in Griechenland, eroberten Theben (das dabei völlig zerstört wurde) und das Herzogtum Athen. Währenddessen nahmen die Türken in Kleinasien ihre Expansion wieder auf. In Ermangelung von militärischen und finanziellen Mitteln konnte Andronikos dem nichts mehr entgegensetzen, während Michael mit dem Kampf gegen Katalanen und desertierte Osmanische Söldner in Thrakien beschäftigt war. 

### Innenpolitik
Andronikos gelang es 1310, den lange schwelenden Arsenitenstreit zu beenden. Die Blüte von Kunst und Wissenschaft in den Jahren seiner Herrschaft werden in der älteren Forschung als „Palaiologische Renaissance“ bezeichnet; tatsächlich handelt es sich mehr um eine intensive kulturelle Nachblüte der kulturellen Wiederbelebungen Michaels VIII. nach der Rückeroberung Konstantinopels (1261). Die Sanierung der Staatsfinanzen gelang trotz aller Anstrengungen nicht. Vielmehr führte der Verlust der ländlichen Gebiete Bithyniens und die Verwüstung weiter Teile Thrakiens und Makedoniens in den Jahren nach 1305 dazu, dass sich die wirtschaftliche Lage noch verschlimmerte. 

### Machtverlust und Tod
Im Jahre 1320 starb Andronikos’ Sohn und Mitkaiser Michael IX., angeblich aus Kummer über den Tod eines seiner Söhne. Kurz darauf entbrannte ein Bürgerkrieg, den Andronikos gegen seinen Enkel, den späteren Kaiser Andronikos III. führte. Der ältere Andronikos unterlag und wurde 1328 zur Abdankung gezwungen. Er starb vier Jahre später.

## Familie
Kaiser Andronikos II. heiratete 1273 Anna von Ungarn, eine Tochter des Königs Stephan V. von Ungarn, die ihren Namen als Kaiserin beibehielt. Sie hatten zwei Söhne:
- Michael IX. Palaiologos (* 1277, † 12. Oktober 1320), seit 1294 Mitkaiser seines Vaters
- Konstantinos Palaiologos († 1334/35)

1284 heiratete er Yolande von Montferrat, eine Tochter des Markgrafen Wilhelm VII. von Monferrat, die den Namen „Irene“ annahm. Sie hatten folgende Kinder:
- Johannes Palaiologos (1286–1307)
- Theodoros Palaiologos (1291–1338), Markgraf von Montferrat
- Simonida Palaiologina (1294–1340), ⚭ 1300 mit dem König der Serben Stefan Uroš II. Milutin (1253–1321)
- Demetrios Palaiologos († nach 1343)

Das Paar lebte seit 1303 getrennt.